# Hovahydrus perrieri
Hovahydrus perrieri är en skalbaggsart som först beskrevs av Leon Fairmaire 1898.  Hovahydrus perrieri ingår i släktet Hovahydrus och familjen dykare. Inga underarter finns listade i Catalogue of Life.